# Церковь Воздвижения Креста Господня (Коломна)
Церковь Воздвижения Креста Господня (Крестовоздвиженский храм) — православный храм в городе Коломне Московской области. Расположен в кремле, рядом с Пятницкими воротами.

## История
В 1764 году на месте деревянной церкви была построена первая каменная с колокольней. С 1790 по 1825 год в церкви временно хранился снятый с Пятницких ворот список с Донской иконы Божией Матери XVI века — главной святыни города. В 1832—1837 годах на средства сестёр коломенских купеческих жён М. К. Шараповой и Н. К. Колесниковой была кардинально перестроена в стиле ампир.
Храм не имел своего прихода и был приписан к Успенскому собору. Богослужения в нем совершали клирики этого собора. В 1920-е годах в церкви был создан свой приход, в котором служили монахи, изгнанные из Троицкого Ново-Голутвина монастыря. 
Крестовоздвиженский храм был закрыт в кремле последним. В 1930-е года монахи были арестованы, их судьбы неизвестны. В здании разместилась артель инвалидов. Главки и ярус колокольни были уничтожены. В 1980-е годы здание использовалось в качестве мастерской и склада Коломенского краеведческого музея. В 1990-е годы были восстановлены колокольня и главка.
В 1994 году храм был возвращён Русской православной церкви. Создан новый двухъярусный иконостас. 
Церковь представляет собой четверик с портиками ионического ордера, увенчанный массивной купольной ротондой. С колокольней соединена небольшим переходом, в южной стене которого расположен единственный вход. Нижний ярус колокольни, украшенный портиками, сделан глухим, так как в центре его помещена винтовая лестница, ведущая на ярус звона.

## Фотографии
- Церковь Воздвижения Креста Господня в конце XIX веке.
- Крестовоздвиженская церковь в 2010 году.
- Храм в 2011 году.